# غدب سنبلي
غدب سنبلي (باللاتينية: Scrophularia spicata) هو نوع نباتي يتبع جنس الغدب من الفصيلة الغدبية.